# Alfred Corbin
Alfred Corbin (* 1916 in Paris; † 28. Juli 1943 in Berlin-Plötzensee) war ein französischer Widerstandskämpfer gegen Nazideutschland im Dienste der Roten Kapelle, dem für Westeuropa zuständigen Teil des sowjetischen Spionagenetzes im Zweiten Weltkrieg. 
Corbin war der Kopf der Simex-Widerstandsgruppe in Frankreich. Nach seiner Enttarnung wurde er am 19. November 1942 in Paris verhaftet. Er wurde zum Tode verurteilt und am 28. Juli 1943 in Berlin-Plötzensee hingerichtet.

## Einzelnachweis
1. ↑  Der perfekte Spion (englisch en: The Ultimate Spy Book, bei Dorling Kinderslay Ltd., London), Die Welt der Geheimdienste, H. Keith Melton, … ISBN 3-453-11480-9; S. 38 „Die Rote Kapelle“ … Simex-Gruppe.

| Personendaten    | Personendaten                    |
| ---------------- | -------------------------------- |
| NAME             | Corbin, Alfred                   |
| KURZBESCHREIBUNG | französischer Widerstandskämpfer |
| GEBURTSDATUM     | 1916                             |
| GEBURTSORT       | Paris                            |
| STERBEDATUM      | 28. Juli 1943                    |
| STERBEORT        | Berlin-Plötzensee                |